# Christian Cemetery (Dhaka)

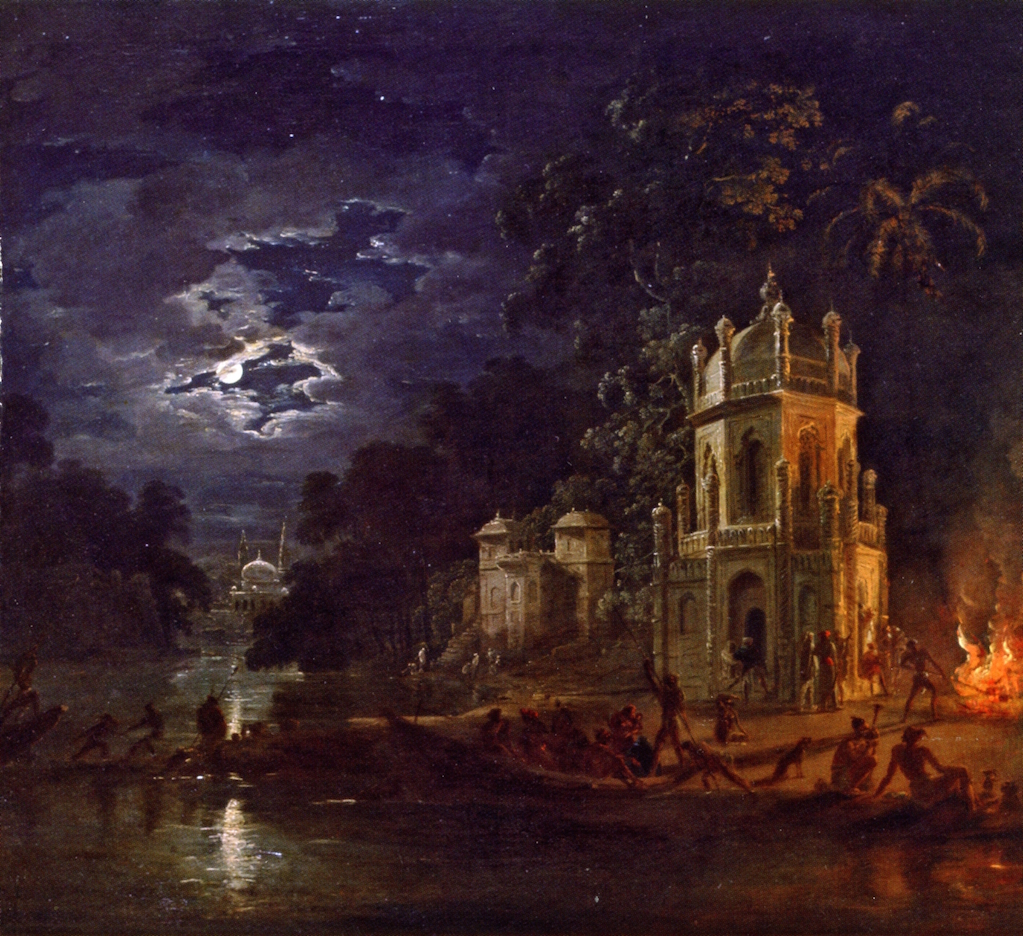
Gemälde mit dem Titel Nagaphon Ghat: Das Columbo Sahib-Mausoleum auf dem christlichen Friedhof, gemalt vom deutschen Künstler Johann Zoffany, 1786.

Der Dhaka Christian Cemetery (Narinda Cemetery, bengalisch খ্রিস্টান সমাধিক্ষেত্র, ঢাকা) ist ein Friedhof in Wari, einem Distrikt der Altstadt von Dhaka in Bangladesch. Er wurde im 17. Jahrhundert von portugiesischen Händlern angelegt und wird noch immer von Mitgliedern der christlichen Gemeinschaften in Dhaka genutzt. Zwei ausgewiesene archäologische Stätten befinden sich auf dem Friedhof: das Columbo Sahib Mausoleum und das Grab von Reverend Joseph Paget. Viele der ältesten Gräber und Mausoleen sind dem Verfall preisgegeben und werden durch ungezähmte Vegetation und fehlende Pflege zerstört, während auf anderen Teilen des Friedhofs noch immer in regelmäßigen Abständen Begräbnisse stattfinden. Der Friedhof ist tagsüber offen für Besucher.

## Ursprung
Dhakas erste Kirche für die christliche Community wurde an dieser Stelle errichtet. Es ist verzeichnet, dass der Priester Sebastian Manrique zwischen 1624 und 1629 nach Dhaka kam, und dass dort bereits eine Kirche stand. Es gibt weitere Hinweise auf eine Kirche vor Ort, welche in den Berichten von anderen Priestern und Reisenden vorkommt. Der französische Edelsteinhändler und Reisende Jean Baptiste Tavernier besuchte Dhaka 1666 und Niccolò Menucci bald darauf; beide erwähnen die Kirche an diesem Ort. Es wird angenommen, dass portugiesische Augustiner eine Kirche erbaut hatten, und dass der heutige Friedhof ursprünglich der Begräbnisplatz der nahe gelegenen Kirche, der „church graveyard“ war.
Zur Zeit, als die Kirche gebaut wurde, kamen auch andere europäische Gruppierungen nach Dhaka. 1632 kam es zu einem ethnischen Konflikt zwischen den Portugiesen und anderen Nationalitäten und die meisten portugiesischen Siedler, Händler und Priester wurden auf Befehl von Shah Jahan vertrieben. Sie flohen nach Hooghly. Die bengalische Bevölkerung von Dhaka erklärte ihre Treue zum Herrscher und prügelte den Pfarrer, Fr. Bernardo, zu Tode. Es heißt, dass auch er auf dem Friedhof begraben sei.
Eine Liste von Kirchen, welche die Augustiner in Bengalen errichtet hatten, wurde 1789 aufgezeichnet; darin war die Narinda Church nicht verzeichnet. Man glaubt, dass die Kirche zwischen 1713 und 1789 zerstört worden ist, der Friedhof jedoch weiterhin genutzt wurde.

## Architektur
Zwei Bauwerke wurden von der Abteilung für Archäologie Bangladeschs als geschützte archäologische Stätten ausgewiesen: das Mausoleum von Columbo Sahib aus dem frühen 18. Jahrhundert und das Grab von Reverend Joseph Paget aus dem Jahr 1774. Auf dem Friedhof gibt es sechs Typen von Gräbern.

### Type A
Diese Gräber sind entweder sehr alt und es sind keine Strukturen oder Inschriften mehr vorhanden; oder völlig neu, so dass die Grabposition und Inschrift nicht eindeutig ist.

### Type B

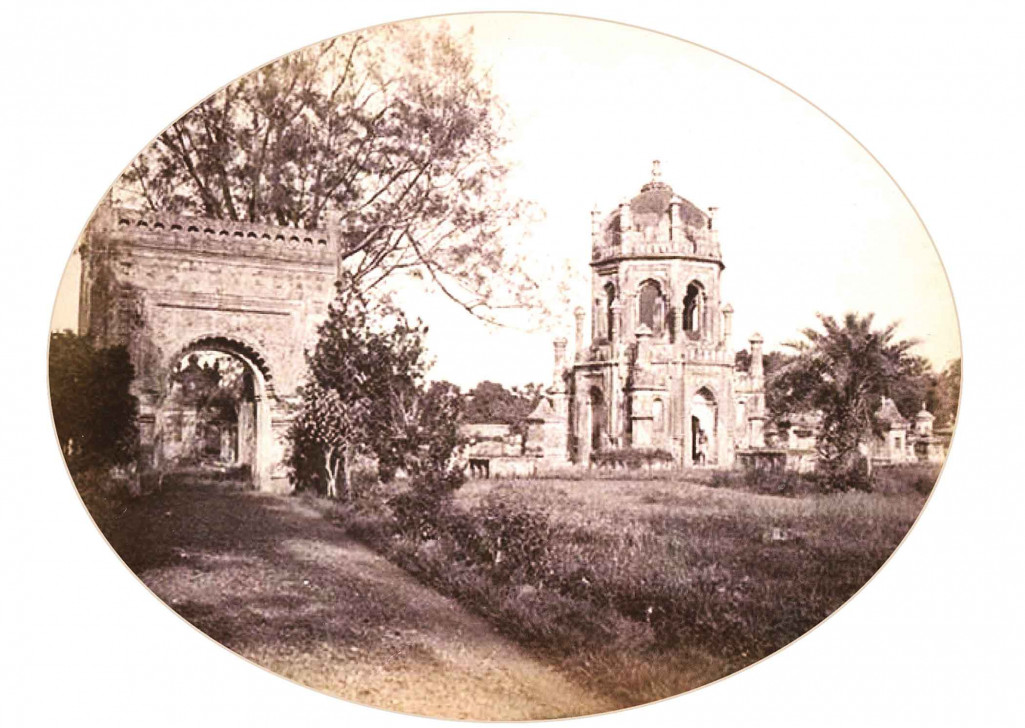
Früheste Fotografie des Mausoleums von Columbo Sahib rechts und des maurischen Bogens links. Foto aus dem Jahr 1875 von Johnston & Hoffmann, Kalkutta.

Das Tor im maurischen Stil wurde während der Mogulzeit aus dünnen „Jafri-Ziegeln“ gebaut (diese sind deutlich sichtbar, wo der Putz teilweise abgefallen ist). Früher hätte das Tor in einen bestimmten Bereich des Friedhofs geführt, heute sind seine Lage und sein Zweck jedoch unklarer. Aus dem Standort lässt sich ablesen, dass bei der Erweiterung des Friedhofs keine Planung vorhanden war.

### Type C, D & E
Der Obelisk und die Urne ähneln denen auf anderen englischen Friedhöfen in Kalkutta und dem barocken Charakter der älteren und provinziellen Friedhöfe. Die indische Version der Pyramide steht auf einem Podium, auf dem Inschriften angebracht sind, und hat eine weniger breite Basis, die sanft zu einer spitzwinkligen Spitze ansteigt.

### Type F: Columbo Sahib Mausoleum

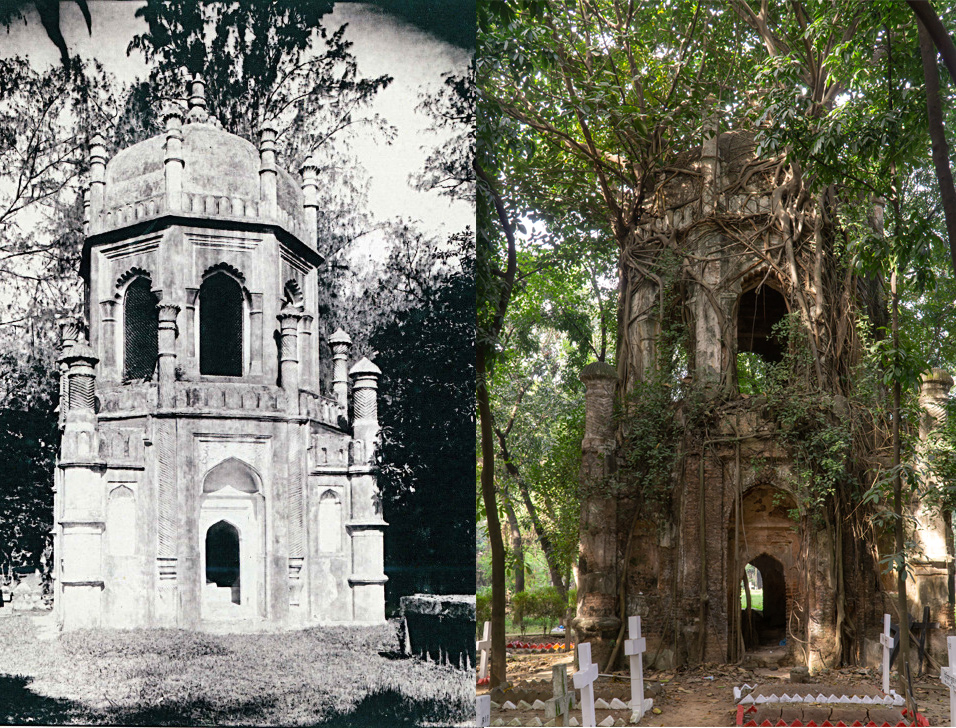
Zustand des Columbo Sahib-Mausoleums im Vergleich zwischen 1950 und 2022

Das größte Bauwerk auf dem Friedhof ist ein Mausoleum mit drei Gräbern, alle ohne Inschrift. Der untere Teil des Mausoleums ähnelt einer Mogulmoschee mit vier gleichmäßig verteilten, gewölbten Türen – eine auf jeder Seite der Struktur. Die nächste Ebene weist markante gotische Elemente auf, während die Kuppel auf dem Barockstil basiert. Ein Gemälde des Mausoleums wurde 1786 vom deutschen Künstler Johann Zoffany fertiggestellt und trägt den Titel „Nagaphon Ghat“. (Die Bengalische Bedeutung ist „Nagaphon-Anlegestelle“ oder „-Dock“). Die Struktur am Dolai Khal Bach wurde inzwischen wieder aufgefüllt und reicht nicht mehr bis zum Friedhof.
Die erste Erwähnung des Bauwerks als „Columbo Sahib-Mausoleum“ stammt von Reginald Heber, dem Bischof von Kalkutta, in einem Aufsatz mit dem Titel „Erzählung einer Reise durch die oberen Provinzen Indiens, von Kalkutta nach Bombay, 1824–25, mit einem Bericht über eine Reise nach Madras und in die südlichen Provinzen“, der nach seinem Tod von seiner Frau Amelia Heber im Jahr 1828 veröffentlicht wurde. Heber hatte den Narinda-Friedhof im Jahr 1824 geweiht, und bei diesem Besuch bemerkte er das große, imposante, aber unbekannte Grab. Er berichtet, dass er sich beim Pförtner erkundigte, wem es gehörte, und ihm wurde gesagt: „Es ist das Grab von Columbo Sahib, einem Angestellten der Ostindien-Kompanie“ („It’s the tomb of Columbo Sahib, an employee of the East India Company“). Heber zeichnete dies auf, konnte jedoch die Identität von Columbo Sahib nicht klären. Columbo Sahib wird auch in keiner der erhaltenen frühen persischen, Urdu-sprachigen, bengalischen oder englischen Chroniken erwähnt.
Der Archäologe Tim Steel beschrieb „Columbo Sahib“ als einen Kaufmann, der aus Colombo, Ceylon, nach Dhaka kam, der in Dhaka als Columbo Sahib bekannt wurde. Es gibt auch die Meinung, dass Columbo ein portugiesischer oder srilankischer singhalesischer Christ gewesen sein könnte, der aus Colombo nach Dhaka kam. Er könnte auch ein ortsansässiger Luso-Portugiese gewesen sein. Die portugiesische Verbindung wird dadurch verstärkt, dass Charles Greig darüber spekuliert, dass Columbo Portugiese gewesen sein könnte. Greig spekuliert, dass das „Columbo Mausoleum“ ca. 1670–1680 erbaut wurde, während der Zeit, in welcher portugiesische Händler in Dhaka stark präsent waren.
Francis Bradley Bradley-Birt (1874–1963) war ein britischer Beamter und Schriftsteller. In seinem 1906 verfassten Buch „The Romance of an Eastern Capital“ beschrieb er das „Columbo Sahib-Mausoleum“: „Es steht namenlos da, dominiert den gesamten Friedhof und wacht eifersüchtig über die drei darin liegenden Gräber“ („It stands namelessly, dominating the whole cemetery, and jealously keeping watch over the three graves that lie within“).
Die Abteilung für Archäologie von Dhaka hat das „Columbo Sahib-Mausoleum“ zu einer der 22 Kulturerbestätten der Stadt Dhaka erklärt. Dies stoppt jedoch nicht den Verfall des Bauwerks.

## Gegenwart

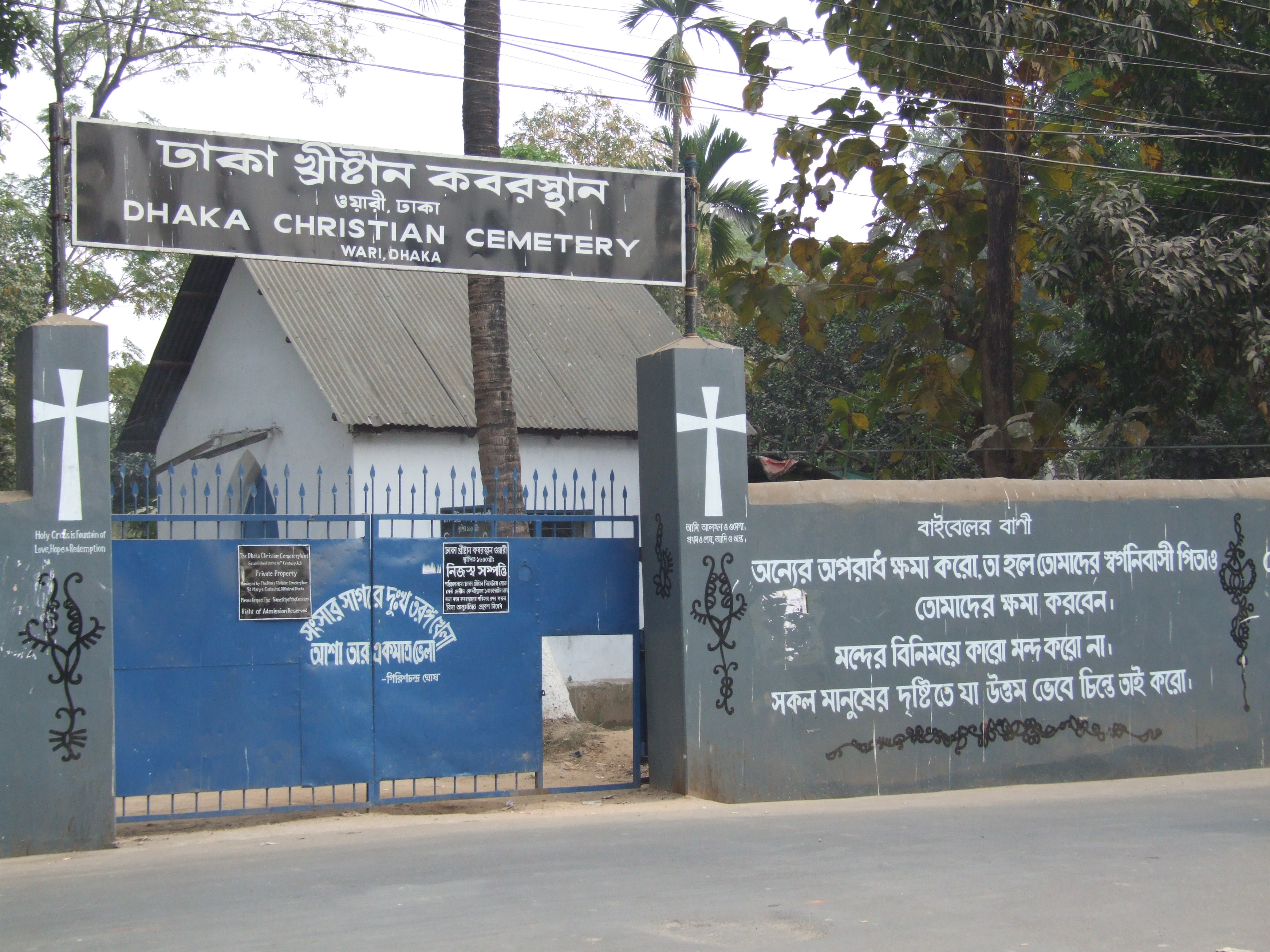
Entrance to the cemetery on Narinda Road, Wari, Dhaka

Der Friedhof befand sich seit dem frühen 19. Jahrhundert in Verfall, wie sowohl Heber als auch Bradley-Birt bemerkten, obwohl der Verfall für ihn eine eher emotionale, romantische Anziehungskraft hatte. Die ursprüngliche Wegeführung des Friedhofs ist mit der Zeit verblasst, man kann jedoch erkennen, dass sich ein paar gerade Wege kreuzten und ein Wegenetz bildeten. Die Gräber wurden auf ein oder zwei Grabfelder verteilt, sind für Besucher aber kaum noch sichtbar.

## Bekannte Bestattungen
- Joseph Padget, Padre aus Kalkutta[2]
- Colombo Sahib[4]
- Doppelgräber von Robert Wigram Craufurd (Agent der East India Company) und dessen Frau, 1776[2]
- Wonsi Quan 1796, ein chinesischer Konvertit[2]
- Denkmal für zwei Soldaten, die im Sepoy-Aufstand 1857 ums Leben kamen
- Gräber von Henry Smith († 22. November 1857), Neil McMullen und James Moores († 23. November 1857).
- William Esden und Robert Brown (24. November 1857).[3]
- Jane Rennell, Tochter von James Rennell[8]
- Elizabeth David (18. November 1878), Frau von Marcar David, dem „Merchant Prince of Bengal“. Auf dem Grab steht eine schön gearbeitete Madonna.[4]
- Joakim G. Nicholas Pogose (1876) Gründer der Pogoz School (erste private Schule in Dhaka, 1848). Er wurde Direktor der Dhaka Bank (1846) und 1874 Commissioner von Dhaka Municipality.[4][3]
- Maj. Gen. Hamilton Vetch (1865) Generalmajor der Bengal Army. Er war im Jungle War in Assam beteiligt.[9]

- Flt. Lt. Edward N. Owens, Pilot einer Gloster Javelin der Royal Air Force, welcher am 5. August 1961 im  Meghna.[10]

## Galerie

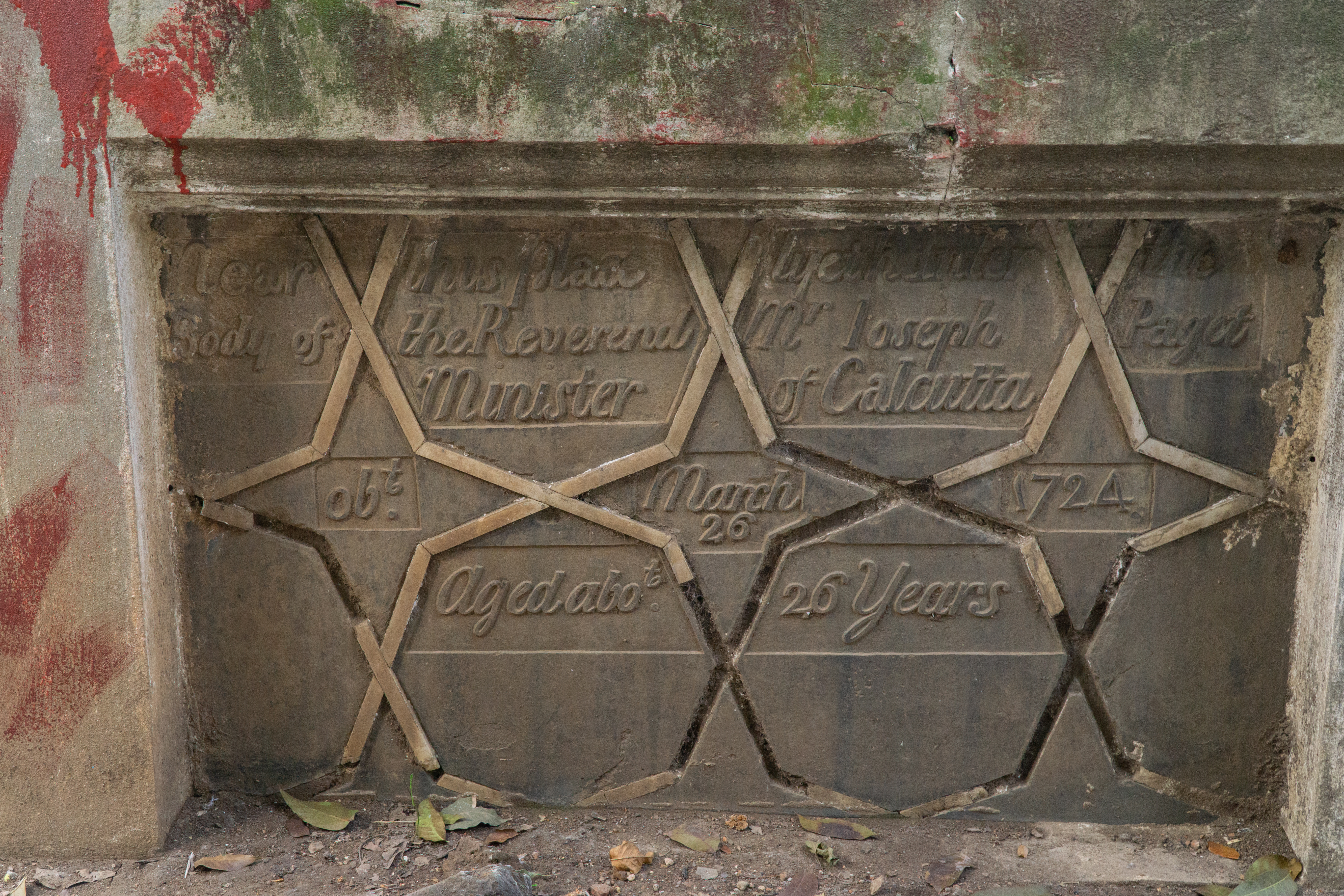
Joseph Padget 1724
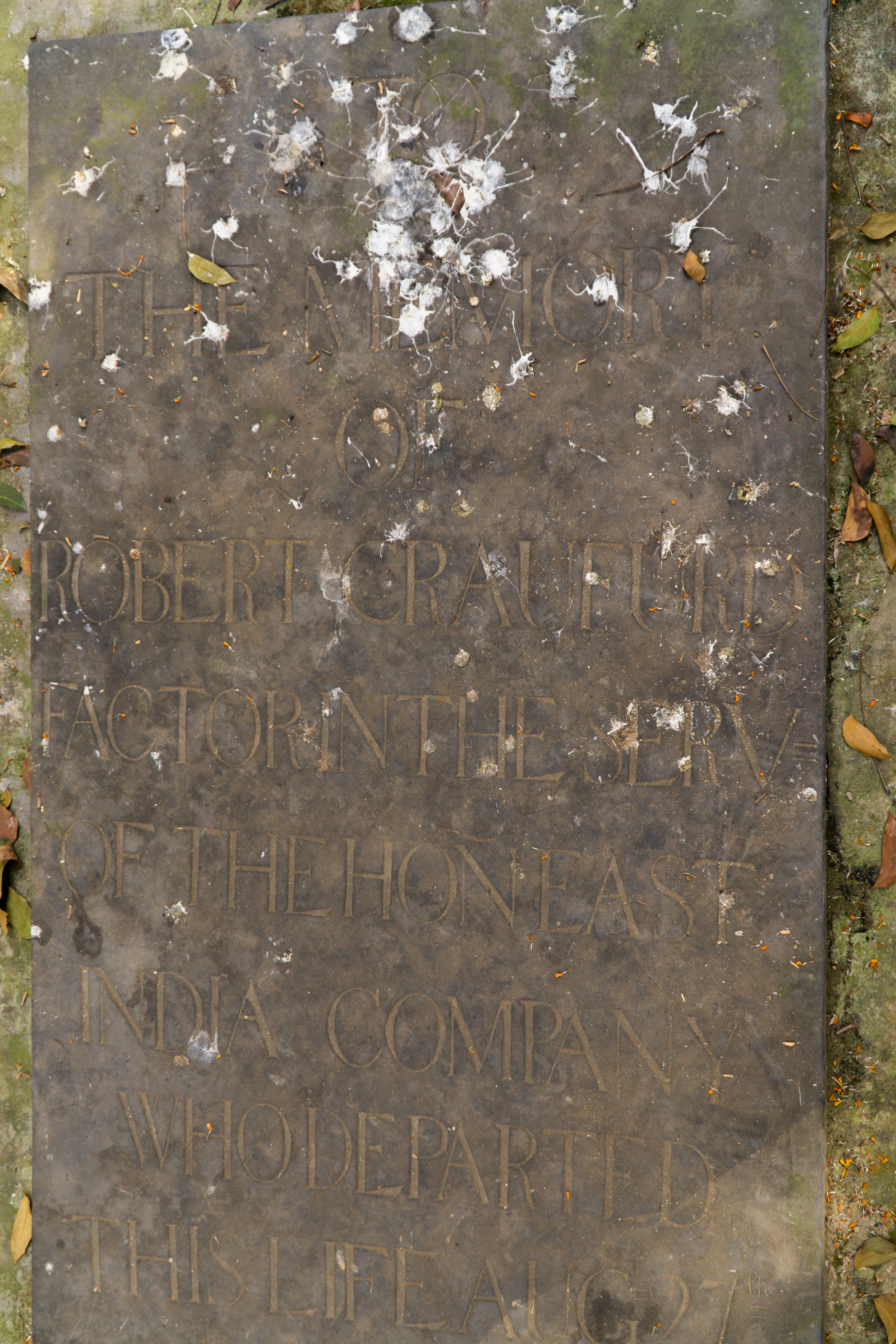
Robert Craufurd 1797
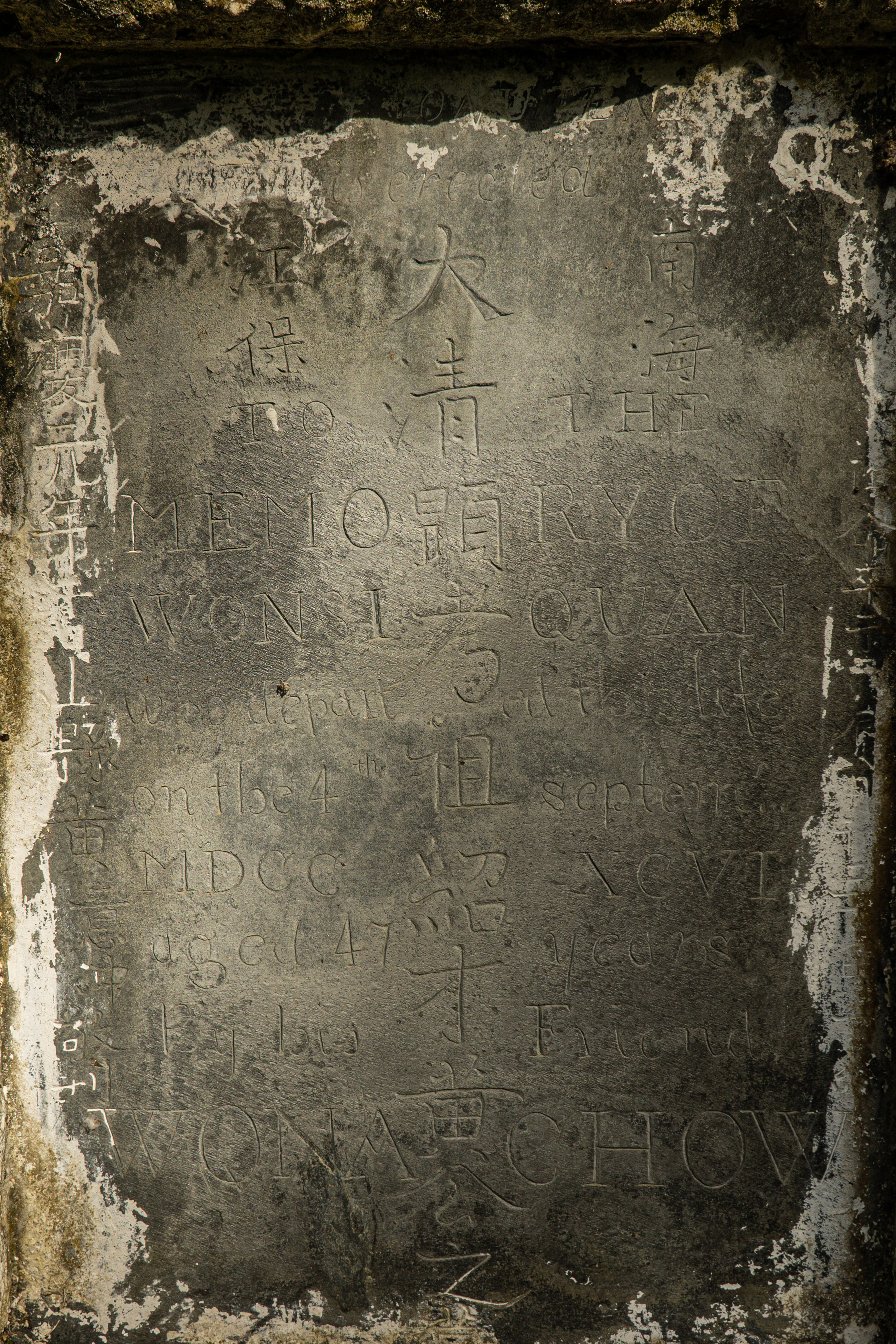
Wonsi Quan 1796
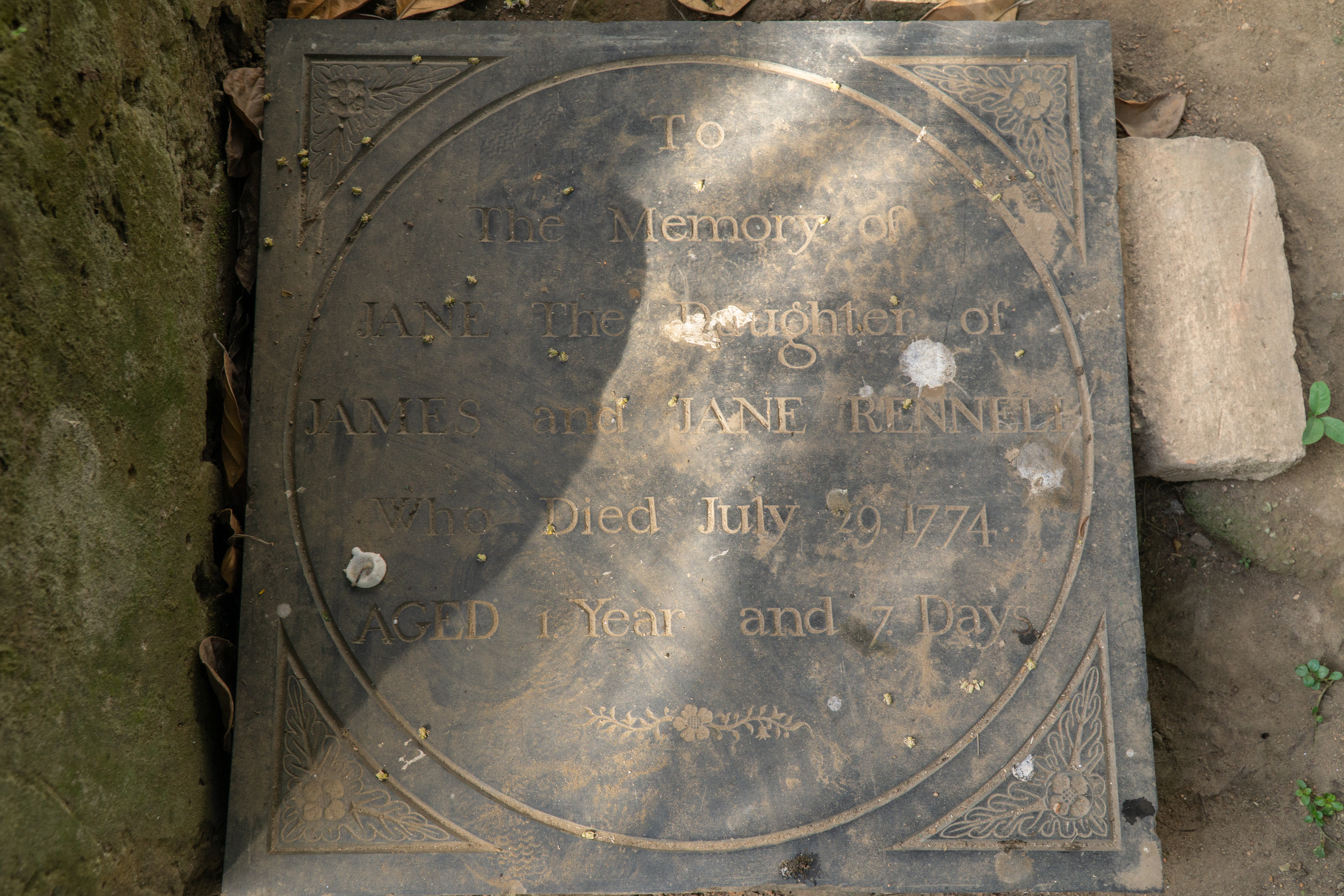
Jane Rennell 1774
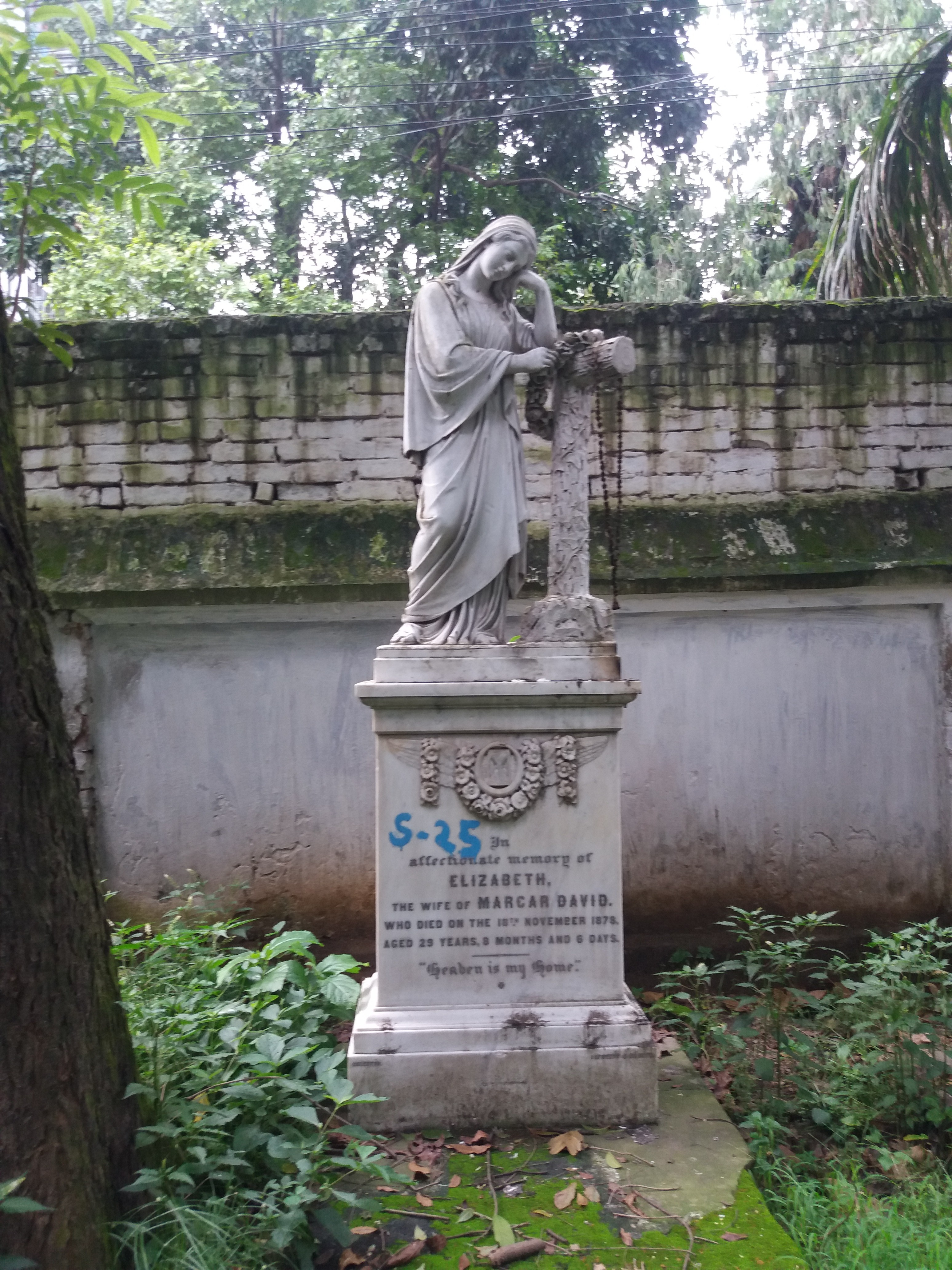
Elizabeth David mit der Madonna
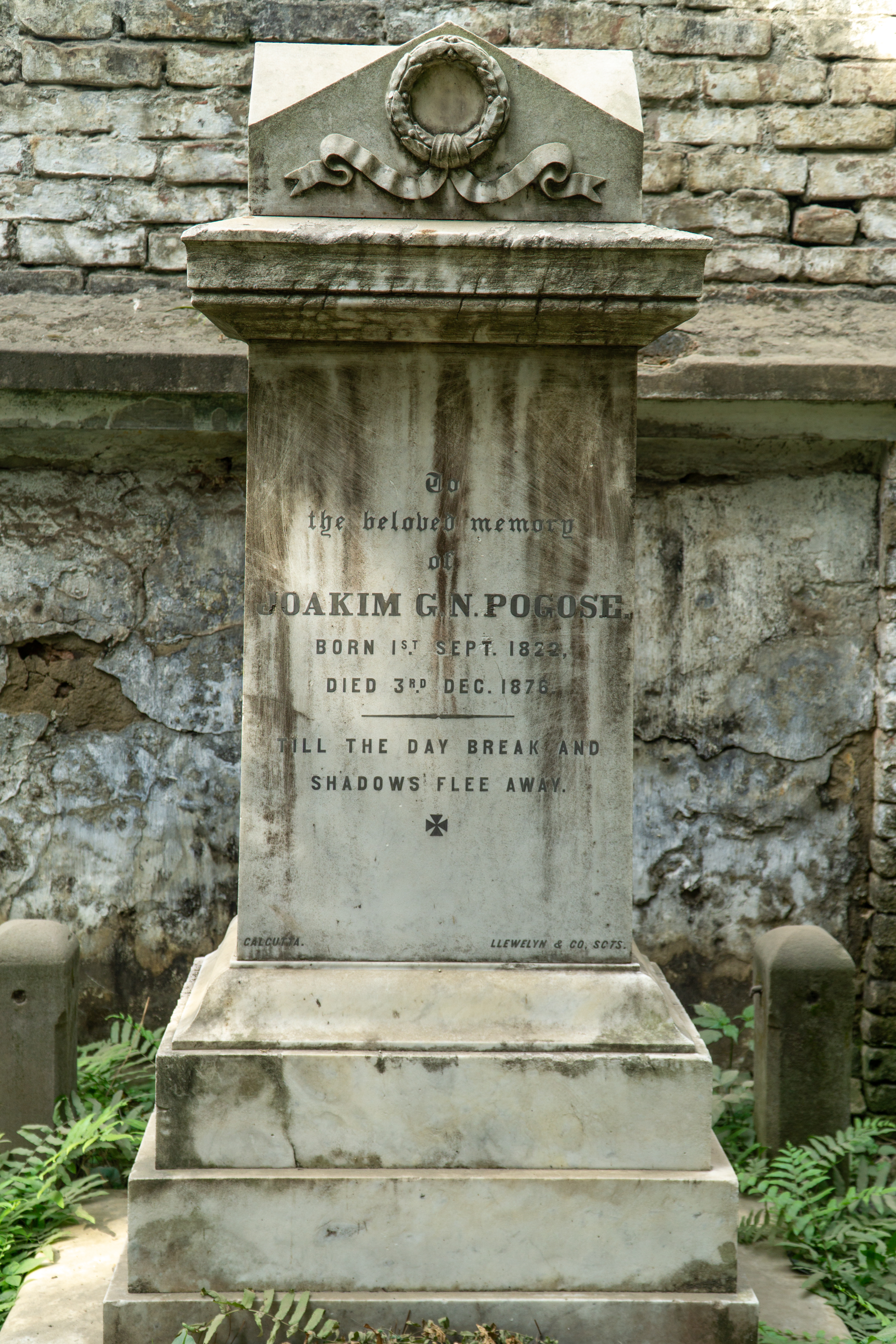
Joakim G. Nicholas Pogose 1876
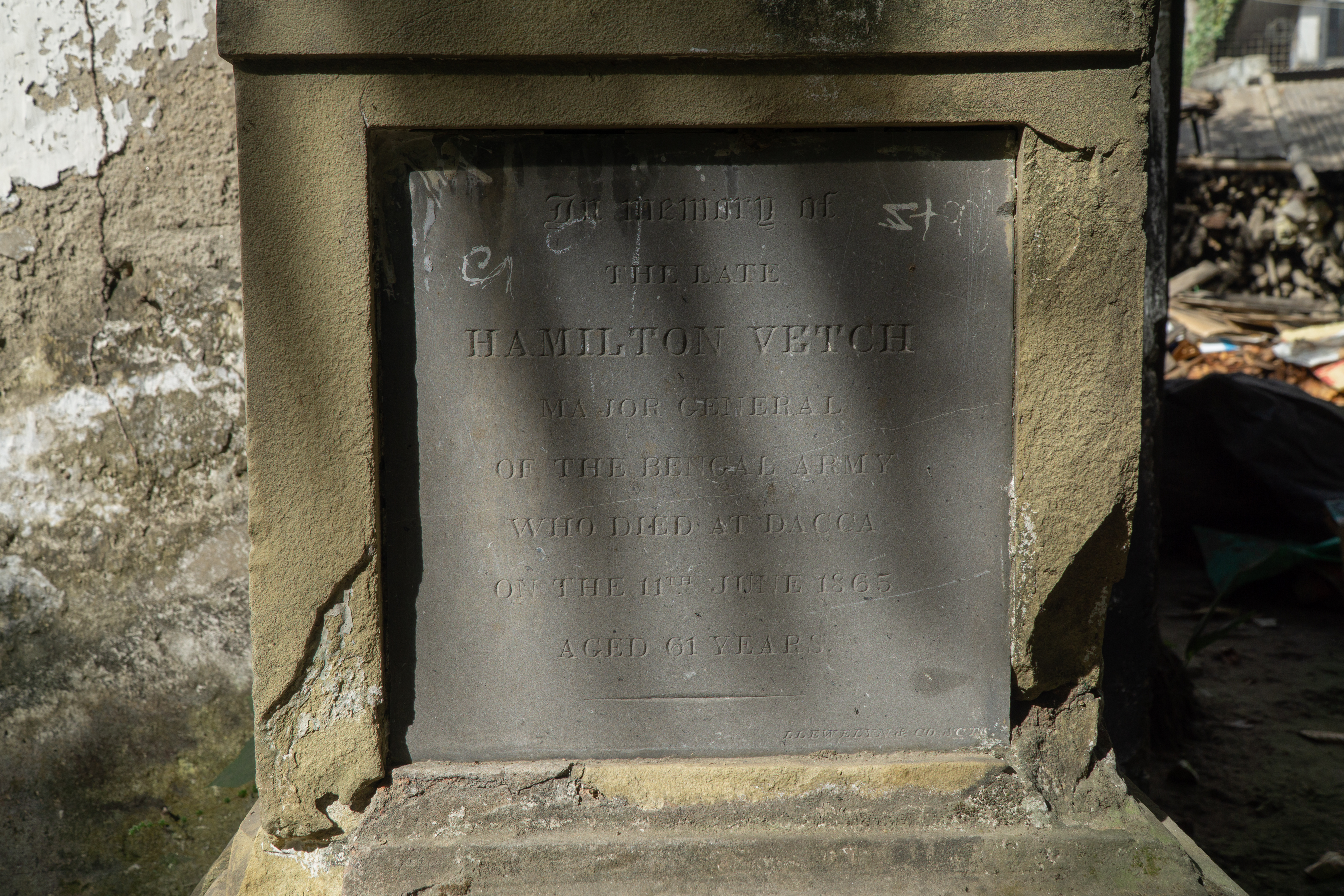
Maj. Gen. Hamilton Vetch 1865
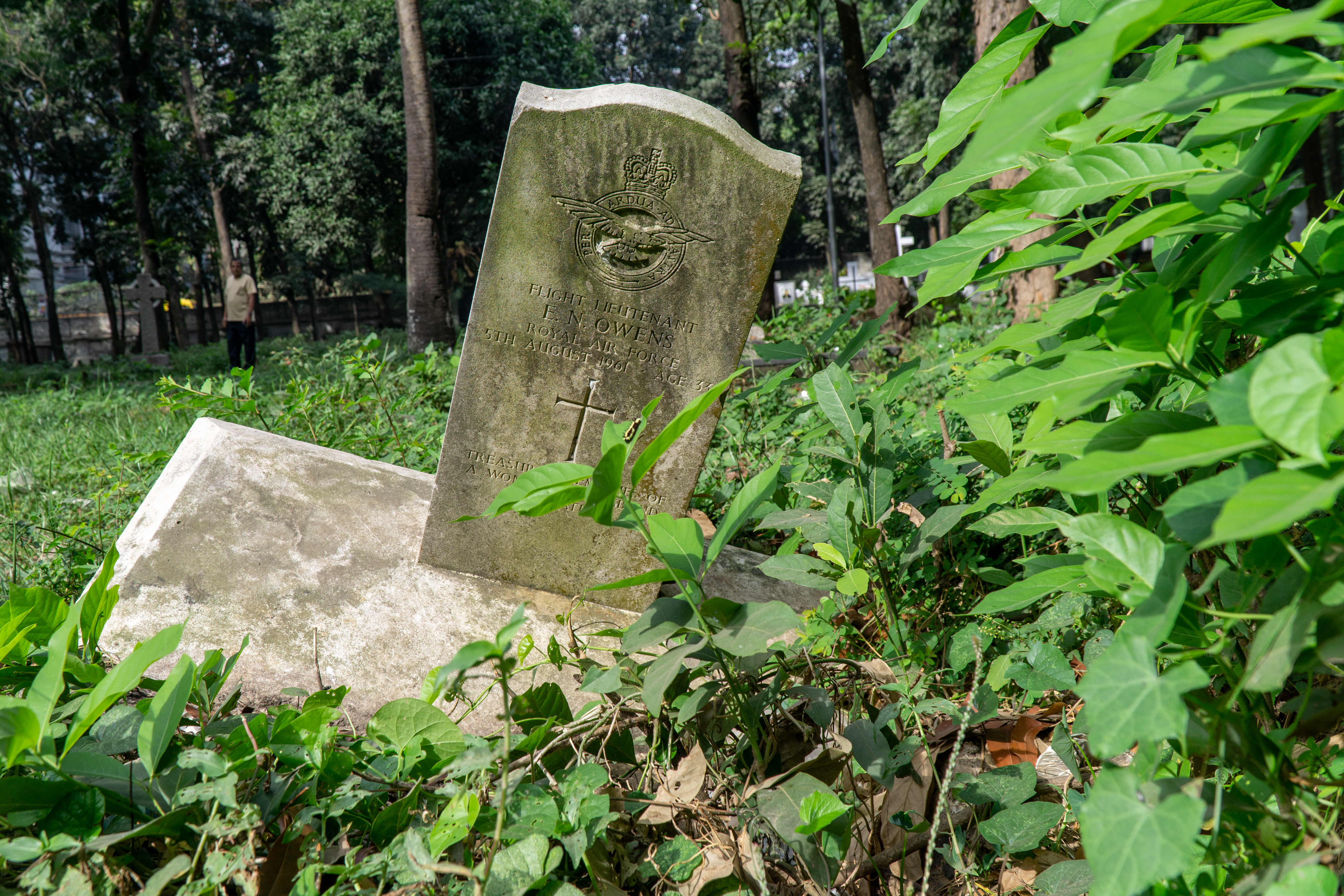
Flt. Lt. Edward N. Owens 1961